# Tuman Rishton
Tuman Rishton (uzb. Rishton tumani, ros. Риштанский район) – tuman z siedzibą w miejscowości Rishton, wchodzący w skład wilajetu fergańskiego w Uzbekistanie. Leży w południowej części wilajetu, przy granicy z Kirgistanem. Według spisu z 2003 roku w tumanie mieszka 150 200 osób. Graniczy z tumanami Bagʻdod, Uchkoʻprik oraz Oltiariq.
Tuman umiejscowiony jest u stóp gór Ałajskich, przepływa tutaj rzeka Soch.
Region znany jest z tradycyjnego przemysłu ceramicznego, którego centrum mieści się w stolicy tumanu.